# Cakile edentula
Cakile edentula — вид трав'янистих рослин родини капустяні (Brassicaceae), поширений на півночі Північної Америки. Ця рослина з товстим, їстівним листям росте як низький чагарник на добре дренованих піщаних ґрунтах. Листки по одному на вузол, ростуть по черзі на стеблі.

## Опис
Однорічні або, рідше, багаторічні рослини (компактні, рідко розростаються). Стебла прямостоячі, або, рідше, розпростерті (сильно розгалужені) до 8 дм. Стеблове листя: пластини від яйцеодібних до з широких і закругленим кінцем чи (дистальні) ланцетні зі звуженою основою, поля округло-зубчасті чи зубчасті чи звивисті. 
Китиці 1–2 дм. Плодоніжки 1.8–8 мм. Квіти радіально симетричні: чашолистки 3.5–5 мм; пелюсток 4, від білих до блідо-лавандових (добре розвинені або зменшені до щетини), 4.6–9.7 × 1.5–3 мм. Плоди (4-кутові або 8-ребрені) зелені, сухі й не розколюються, коли дозрівають, циліндричні, 12–29 × 3–9 мм. 

## Поширення й екологія
Північна Америка: Ґренландія, сх. Канада, зх. і сх. США. Інтродукований у Японії та Австралії.
Населяє піщані пляжі поблизу рівня моря.
Коріння росте більш агресивно й інтенсивно, якщо відчувається сусідній конкурент. Рослина не реагує таким чином, якщо сусідній конкурент є ріднею.

## Галерея

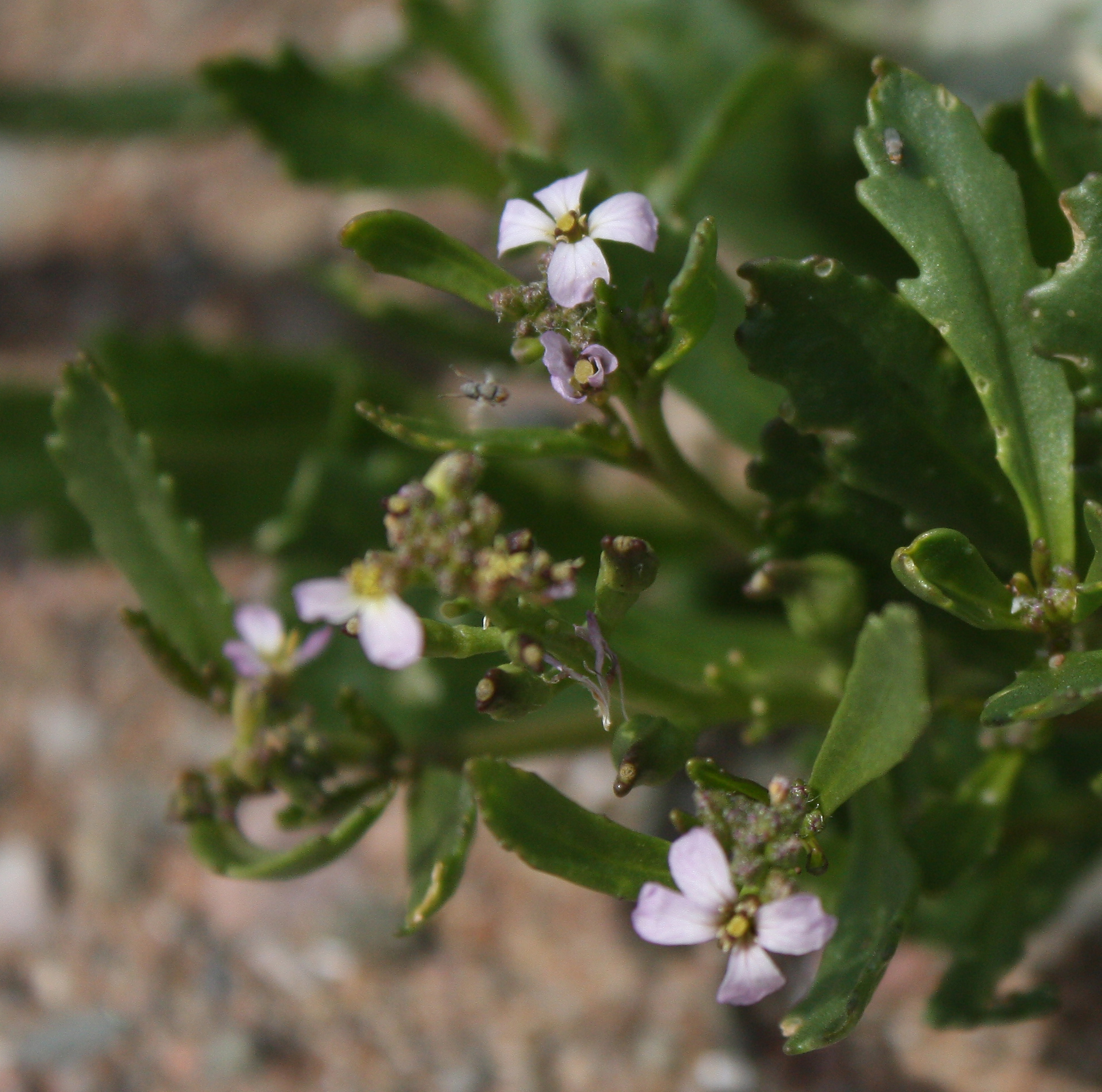
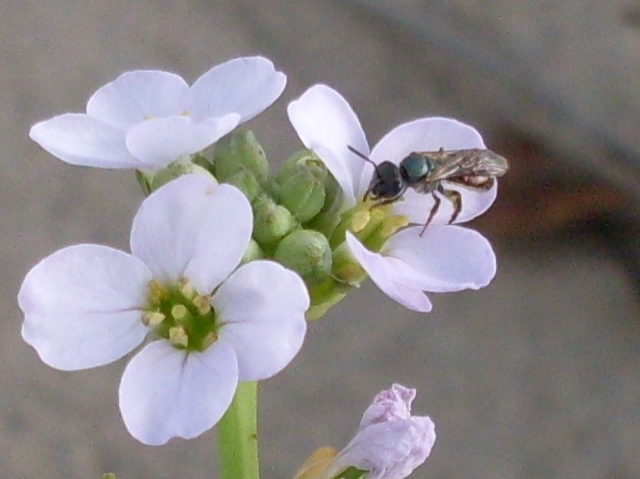